# ホ (ガーナ)

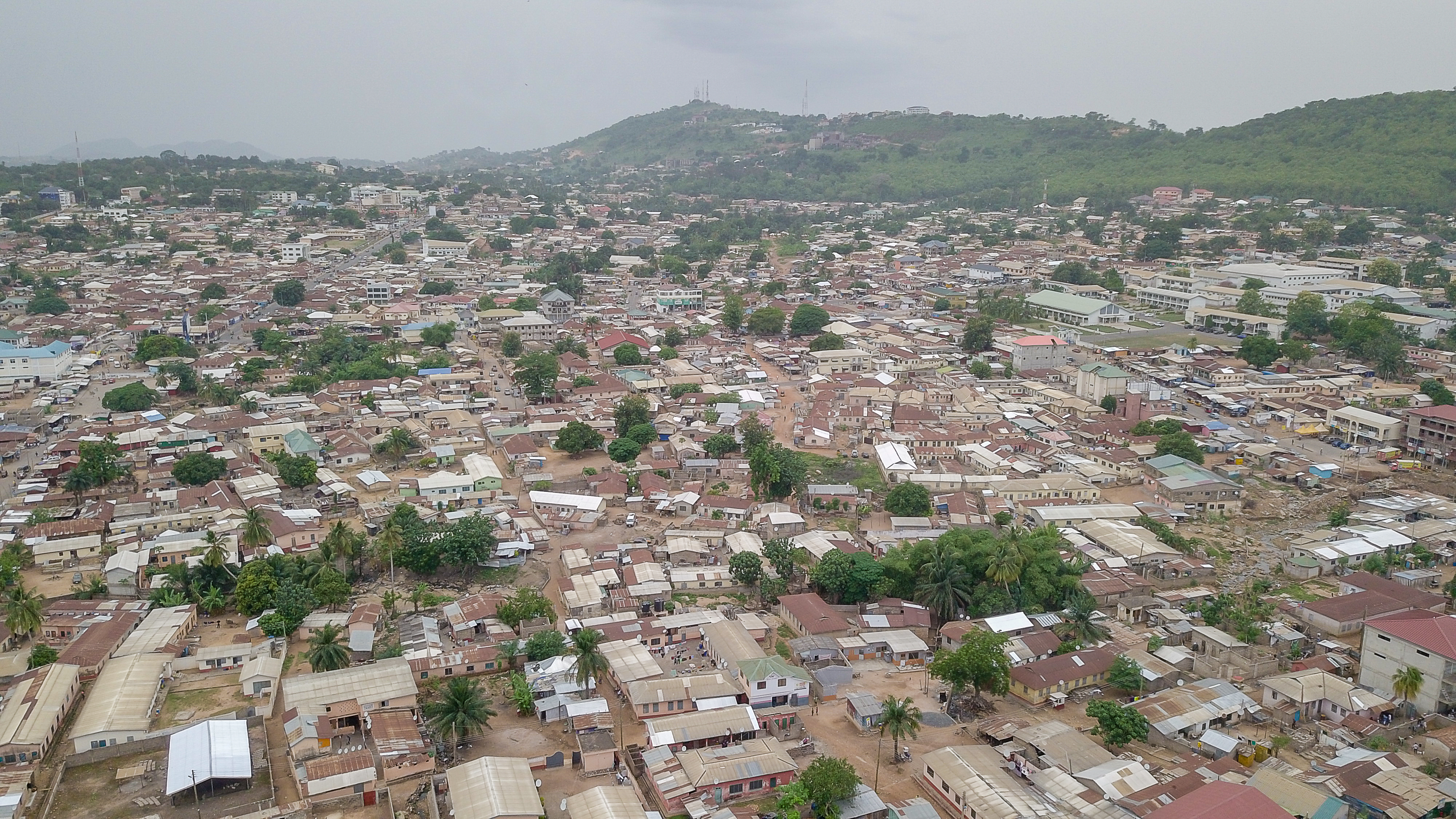
ホ (ガーナ)

ホ（Ho）は、ガーナ南東部のヴォルタ州の州都。2013年の人口は9万9375人。
ホはAdaklu山と、トーゴのアタコラ山脈に属するGalenukuiの間に位置する。
ホには博物館や大聖堂、大きな刑務所などがある。
ホはBanakoe（現Bankoe）とHegbe（現在のHeve）の二つの村が合体して誕生した。
Bankoe人のグループはAhliha（現Hliha）に移住し、一方新たにAhoe人とDome人が移住してきた。
この対立はホの歴史上しばしば衝突を引き起こし、これを緩和するために近郊にソコデ、Ziavi、Klepe、Adaklu、Akoepe、タクラ、Kpenoe、およびHoviepeといった村が建設された。
ホは19世紀にドイツ領トーゴラントに属するようになり、第1次世界大戦が終了すると国際連盟の委任統治領として、イギリス領トーゴランドの首都となった。
西隣のイギリス領黄金海岸が独立運動を起こすとトーゴランドでも帰属投票が行われ、黄金海岸に加盟することが決定し、やがてガーナ共和国として独立した。
ホの市街地は舗装されているものの、それ以外は舗装されていない。
市内には大きな病院が2つと小さな多くの病院がある。
ホはガーナ及びトーゴの人々を惹きつける露天市場があり、またカトリックのホ教区やホ競技場もある。